# Cornel Marin
Corneliu Marin –conocido como Cornel Marin– (Bucarest, 19 de enero de 1953) es un deportista rumano que compitió en esgrima, especialista en la modalidad de sable.
Participó en tres Juegos Olímpicos de Verano entre los años 1976 y 1984, obteniendo dos medallas, bronce en Montreal 1976 y bronce en Los Ángeles 1984. Ganó tres medallas en el Campeonato Mundial de Esgrima entre los años 1974 y 1977.

## Palmarés internacional
| Juegos Olímpicos   | Juegos Olímpicos             | Juegos Olímpicos  | Juegos Olímpicos  |
| Año                | Lugar                        | Medalla           | Prueba            |
| ------------------ | ---------------------------- | ----------------- | ----------------- |
| 1976               | Montreal (Canadá)            | Medalla de bronce | Sable por equipos |
| 1984               | Los Ángeles (Estados Unidos) | Medalla de bronce | Sable por equipos |
| Campeonato Mundial |                              |                   |                   |
| Año                | Lugar                        | Medalla           | Prueba            |
| 1974               | Grenoble (Francia)           | Medalla de plata  | Sable por equipos |
| 1975               | Budapest (Hungría)           | Medalla de bronce | Sable por equipos |
| 1977               | Buenos Aires (Argentina)     | Medalla de plata  | Sable por equipos |